# Antesignani
Antesignani waren eine Truppengattung nach der Marianischen Reform im 2. Jahrhundert v. Chr. der Römischen Legion. Sie waren ähnlich ausgerüstet wie die früheren Velites, mit einem kleinen Schild und Wurfspeeren, und kämpften oft zusammen mit der Kavallerie.